# Cavatina
Cavatina (auch Cavatine oder Kavatine) bezeichnet in der Musik ursprünglich ein Gesangsstück in der Oper. Seit dem 19. Jahrhundert wird der Begriff auch in der Instrumentalmusik verwendet und meint dann ein melodisches oder lyrisches Musikstück, häufig in eher ruhigem Tempo.

## Wortherkunft
Cavatina ist die Verkleinerungsform von Cavata (von italienisch cavare: „herausheben“, „herausholen“, aber auch „eingraben“ im Sinne einer Inschrift). In der Oper des 17. und frühen 18. Jahrhunderts war die Cavata ein Gesang im Stil eines Arioso am Ende eines Rezitativs.

## Bedeutung

### Oper
Die Cavatina war ursprünglich eine besondere Form der Arie. Im 18. Jahrhundert, beispielsweise bei Mozart, hat sie eine einfache, liedhafte Form und häufig einen sanften, gesangvoll lyrischen Charakter, im Gegensatz zu komplexeren und manchmal dramatischeren oder virtuosen Arienformen, wie beispielsweise der Dacapo-Arie.
Beispiele für den frühen, betont einfachen Typus der Cavatina sind das „Saper bramate“ des Grafen im 1. Akt von Paisiellos Barbiere di Siviglia (1782) und Ferrandos „Un’aura amorosa del nostro tesoro“ aus Mozarts Così fan tutte (1790).
In der deutschen und französischen Oper hielt sich der Begriff mit etwa derselben Bedeutung bis in die zweite Hälfte des 19. Jahrhunderts. Ein spätes Beispiel ist „Salut! demeure chaste et pure“ im zweiten Akt von Gounods Faust (1859).
In der italienischen Oper veränderte sich jedoch mit der Zeit die Verwendung des Begriffs. Im frühen 19. Jahrhunderts begann man in Italien nur noch Auftrittsarien als Cavatina zu bezeichnen und meinte damit auch lebhafte oder virtuose sowie formal komplexere Arien, wie beispielsweise die berühmte Auftrittsarie des Figaro „Largo al factotum“ oder die Cavatine der Rosina „Una voce poco fa“ in Rossinis Oper Il barbiere di Siviglia (1816).
Es wurde später auch üblich den ersten, meist ruhigeren und lyrischen „Cantabile“-Teil der für die Belcanto-Oper des 19. Jahrhunderts typischen zweiteiligen Arienform als „Cavatina“ zu bezeichnen; der zweite Teil, die Cabaletta, hat im Allgemeinen ein kontrastierendes schnelleres Tempo und einen heftigeren, „zündenden“ Rhythmus und gibt dem Sänger nicht selten Gelegenheit zu virtuosen Demonstrationen. Das Arienpaar Cavatina (oder Cantabile)-Cabaletta wurde durch ein Rezitativ eingeleitet und kann durch einen überleitenden Teil verbunden werden, in dem Platz für dramatische Handlung ist. Das Ganze wurde auch als Scena  (von griechisch σκηνή, lat. scena) bezeichnet. Außerdem können aber auch andere Einzelfiguren (aber nur als untergeordnete Stichwortgeber) und ein Chor beteiligt sein (besonders in Rezitativen, Überleitung und Cabaletta).
Ein bekanntes Beispiel einer solchen Scena mit Cavatina und Cabaletta mit Beteiligung anderer Figuren und eines ganzen Chores (sogar in der Cavatine) ist die Auftrittsarie von Bellinis Norma (1831): „Sediziose voci“ (Rezitativ) – „Casta Diva“ (Cavatina) – „Fine al rito“ (Überleitung) – „O bello a me ritorna“ (Cabaletta).

### Außerhalb der Oper
Seit dem 19. Jahrhundert werden auch Gesangsstücke außerhalb der Oper und Instrumentalstücke von den Komponierenden als „Cavatina“ bezeichnet, zum Beispiel:
- Ferdinando Carulli, „Cavatine Française“. Singstück mit Gitarrenbegleitung, In: Première suite à la méthode de guitare ou gyre, ou méthode pour apprendre à accompagner la chant. S. 38 (1813)
- Mauro Giuliani, „Sei cavatine per voce e chitarra o pianoforte“, Op. 39
- Ludwig van Beethoven, 5. Satz des 13. Streichquartetts, Adagio molto espressivo – attacca in Es-Dur, Op. 130 (1826)
- Thomas Baker: „America“, Bühnenstück, „Composed expressly for and sung with great success by Mrs. L. L. Deming“ (1855)
- Napoléon Coste, Op. 37, für Oboe, (1870)
- Antonín Dvořák, Trio-Miniaturen, Op. 75a, Stück 1 (1878)
- Alexandre Tansman, Cavatina für Gitarre, Preludio, Sarabande, Scherzino und Barcarola (1951)
- Stanley Myers, Cavatina für Klavier, von John Williams für Gitarre arrangiert (1970/71).

Die Cavatina von Myers wurde 1978 in einer Bearbeitung für Sologitarre bzw. Gitarrenduo und Orchester als musikalisches Hauptthema des Films The Deer Hunter (Die durch die Hölle gehen) bekannt. Die Komposition erreichte in der Originalversion von Williams und der Version der Shadows in Großbritannien 1979 die Top Ten der Popcharts.